# Chaetophthalmus similis
Chaetophthalmus similis là một loài ruồi trong họ Tachinidae.